# Miloš Đurđević
Miloš Đurđević hrvatski je književnik u statusu samostalnog umjetnika.

## Životopis
Rođen je u Rabu, 2. kolovoza 1961. godine. Osnovnu i srednju školu pohađa u Zadru, potom u Puli i naposljetku u Splitu. Studirao je pravo na Splitskom i Zagrebačkom sveučilištu, diplomirao filozofiju i komparativnu književnost na Filozofskom fakultetu u Zagrebu gdje je završio postdiplomski studij književnosti.
Poeziju, književne kritike i eseje objavljuje u domaćim i inozemnim književnim časopisima i publikacijama, sudjelovao na međunarodnim književnim festivalima (Dnevni poezije in vina, Medana; Poezijos pavasaris – Poetry Spring, Vilnius/ Proljetni festival poezije u Litvi, antologija; Festival poezija Ars Poetica, Bratislava; 2nd Balkan Poetry Festival, Solun/II. Balkanski festival poezije u Solunu; Druskininkai Poetic Fall, Litva, antologija; Södermalms Poesifestival, Stockholm; Svetski dan(i) poezije: REPUBLIKA POEZIJA, Beograd; VOIX VIVES, de Méditerranée en Méditerranée, Sète i drugdje. Po pozivu boravio na umjetničko-književnim rezidencijama u SAD-u (Ledig House International Writers Colony, Ghent, NY; 1999.), Italiji (Civitella Ranieri, Umbertide; 2007.) i Srbiji (Književna kolonija, Tršić; 2014.); sudionik međunarodnog književnog programa, International Writing Program (Sveučilište Iowa, Iowa City; 2009.).
Njegova poezija i eseji prevedeni su i objavljeni na više jezika (arapski, engleski, francuski, grčki, kineski, litvanski, mađarski, makedonski, njemački, poljski, slovenski, slovački), zastupljen je u važnijim domaćim i inozemnim antologijama i pregledima suvremene poezije. Kao zasebne naslove objavio je tridesetak pjesničkih, proznih i teorijskih knjiga prevedenih s engleskog jezika.
Jedan je od osnivača i organizacijski tajnik Hrvatskog društva pisaca, (2002. – 2007.), pokretač i urednik edicije Moderna poezija (2005. – 2007.; HDP i Durieux) kao i dvojezične edicije za suvremenu poeziju (2007. – 2010.; Durieux i Hrvatski P. E. N. centar). Uređivao hrvatsku domenu internetske platforme za suvremenu međunarodnu poeziju, Poetry International Web – PIW, sa sjedištem u Rotterdamu (2004. – 2019.), kao i poeziju u internetskom tjedniku Forum (2018.). Također je bio moderator na međunarodnom festivalu "Književnost uživo – Literature Live", u organizaciji Hrvatskog P. E. N. centra i Hrvatskog društva pisaca, gdje bio pokretač i urednik festivalskih edicija (2004. – 2010.).
Surađuje također s umjetnicima iz drugih područja (Sanja Iveković, Davor Krelja, Zlatko Kopljar, Kata Mijatović, Zoran Pavelić i drugi) na konceptima pojedinih radova i uređivanju projekta, a to uključuje i njegovu poeziju.

## Objavljena djela
- »Drugi pogled« (književne kritike i eseji), Zagreb: Sandorf, 2023.
- »Trgovački ratovi, prolaznici i srodne pjesme« (poezija), Zagreb: Sandorf, 2020.
- »Neželjeni gosti i dugovi« (poezija), Zagreb: MeandarMedia, 2015.
- »Umbrijska sunčanica i druge pjesme« (poezija), Zagreb: Meandar, 2010.
- »Sjene na vodi« (književne kritike i eseji), Zagreb: Antibarbarus, 2009.
- »Podnevni pljusak« (književne kritike i eseji), Zagreb: Pop & Pop, 2003.
- »Žetva« (poezija), Zagreb: Durieux, 1997.
- »U zrcalu« (poezija), Zagreb: MD, 1994.
- »Pejzaži ili kružno traženje riječi« (poezija), Beograd: KOS, edicija Pegaz, 1989.

## Izdanja na stranim jezicima (izbor)
- »Kreda in odtisi: izbrane in nove pesmi / Kreda i otisci: izabrane i nove pjesme« (dvojezično izdanje, preveli Vera Pejovič i Peter Semolič), Ljubljana: Kulturno-umetniško društvo Poiesis, 2019.
- »Morse, My Deaf Friend« (poezija), Brooklyn, NY: Ugly Duckling Presse, 2014.

## Objavljene antologije i zbirke drugih pisaca i pjesnik/a/inja
- »Izbor iz poezije Anke Žagar (posebni broj analogno-digitalnog poetskog letka Parkdejl), srpanj 2018.
- »Glasovi u prolazu: izbor iz suvremene svjetske poezije, (priredio sa S. Petlevski i preveo), Zagreb: Biakova, 2008.
- »Rušenje Orfičkog hrama: antologija novije hrvatske poezije, Zagreb: VBZ, 2006.
- »Kupujemo bodeže: izbor iz novije hrvatske poezije, temat časopisa Riječi, 1-2, Sisak: MH, 2004.

## Objavljeni prijevodi poezije (izbor)
- Jidi Majia, Rapsodija u crnom:  izabrane pjesme (izbor i prijevod), Zagreb: Durieux, 2016.
- Don Paterson, Izabrane pjesme – Selected Poems, (dvojezično izdanje; izbor, prijevod i pogovor), Zagreb: Hrvatski P. E. N. Centar i Durieux, 2008.
- Uroš Zupan, Pripreme za dolazak travnja:  izabrane pjesme (izbor i prijevod s J. Ostijem), Zagreb: Konzor, 2001.
- Lou Reed, Kroz vatru: sabrane pjesme (Pass Thru Fire), Koprivnica: Šareni dućan, 2001.
- Charles Wright, Crni zodijak (Black Zodiac), Zagreb: Meandar, 2001.
- Raymond Carver, Nova staza do vodopada (A New Path to the Waterfall), Zagreb: Konzor, 1997.

## Ostali objavljeni prijevodi (izbor)
- Thomas de Quincey, Posljednji dani Immanuela Kanta (The Last Days of Immanuel Kant), studija, Zagreb, 2023.
- Henry James, Lik na tepihu (The Figure in the Carpet), novela, Zagreb, 2023.
- Kazuo Ishiguro, Nokturna: pet priča o glazbi i sutonu (Nocturnes: Five Stories of Music and Nightfall), pripovijetke, Zagreb, 2017.
- Joseph Kanon, Istambulski prolaz (Istanbul Passage: A Novel), roman, Zagreb, 2014.
- Ivan Vladislavić, Dvostruki negativ (Double Negative), roman, Zagreb, 2014.
- Bret Easton Ellis, Kraljevski apartmani (Imperial Bedrooms), roman, Zagreb, 2012.
- Brian Selznick, Izum Hugoa Cabreta: roman u riječima i slikama (The Invention of Hugo Cabret), roman, Zagreb, 2011.
- Alenka Zupančič, Ubaci uljeza: o komediji (The Odd One In: On Comedy), studija, Zagreb, 2011.
- Jack Kerouac & William Burroughs, A nilski konji su se skuhali u svojim bazenima (And the Hippos Were Boiled in Their Tanks), roman, Zagreb, 2010.
- Simon Reynolds, Energetski bljesak: putovanje kroz rave glazbu i dance kulturu (Energy Flash: A Journey Through Rave Music and Dance Culture), studija, Zagreb, 2009.
- Samuel Weber, Pogodne mete: o militarizaciji mišljenja, (Targets of Opportunity: On the Militarization of Thinking), studija, Zagreb, 2009.
- Annie Proulx, Izbliza: planina Brokeback i druge priče iz Wyominga (Close Range: Wyomng Stories), pripovijetke, Koprivnica, 2008.
- James Wood, Proza na djelu (How Fiction Works), studija, Zagreb, 2008.
- Dave Eggers, Koliko smo gladni (How We Are Hungry), pripovijetke, Zagreb, 2007.
- Jonathan Franzen, Neumjerena zona: osobna povijest (The Discomfort Zone: A Personal History), eseji, Zagreb, 2007.
- A. L. Kennedy, Day (Day), roman, Zagreb, 2007.
- Sydney Lea: Stotinu Himalaja: Eseji o životu i književnosti (Hundred Himalayas: Essays On Life and Literature), eseji, Zagreb, 2007.
- John Fante, Pričekaj proljeće, Bandini (Wait Until Spring, Bandini), roman, Koprivnica, 2006.
- Stevo Julius, Ni crven ni mrtav: odrastanje u bivšoj Jugoslaviji za vrijeme i nakon Drugog svjetskog rata (Neither Red Nore Dead: Coming of Age in Former Yugoslavia During and After World War II), memoari, Zagreb, 2005.
- Adrienne Rich, O lažima, tajnama i šutnji: izabrani tekstovi 1966-1978 (On Lies, Secrets, and Silence: Selected Prose 1966-1978), studije, Zagreb, 2003.
- Jim Morrison, Divljina (Wilderness), pjesme, Koprivnica, 2003.
- Natalie Zemon Davis, Povratak Martina Guerrea (The Return of Martin Guerre), studija, Zagreb, 2001.
- Ivan Vladislavić, Mahnitost (The Folly), roman, Split, 1999.
- Leonard Cohen, Divni gubitnici (Beautiful Losers), roman, Split, 1998.; 2. izdanje, Koprivnica, 2011.
- Raymond Carver, Hoćeš li molim te ušutjeti, molim te? (Will You Please Be Quiet, Please?), pripovijetke, Zagreb, 1996.

## Vanjske poveznice
- https://www.poemhunter.com/milo-ur-evi/poems/ Lyrikline – Listen to the Poet (s. a.)
- Utjeha kaosa: antologija suvremenog hrvatskog pjesništva, mrežno izdanje (2008.)
- Književni časopis Literatura, izbor pjesama na slovenski preveo Uroš Zupan (2009.)
- O knjizi, Sjene na vodi: kritike i ogledi o poeziji (2009.)
- The 100 Words Project – The International Writing Program
- As part of the IWP's "100 Words Project," writers from around the world have been invited to meditate on a given theme. This year's theme is "Peace/War." (2010.)
- Morse My Deaf Friend, izbor iz poezije (2014.)
- Intervju, "Čovjek ima pravo na pobunu" (2015.)
- Intervju povodom objavljivanja izabranih pjesama, Kreda in odtisi – izbrane in nove pesmi / Kreda i otisci – izabrane i nove pjesme, dvojezično izdanje, preveli Vera Pejovič i Peter Semolič (2019.)
- Poetski tren: Miloš Đurđević iz ciklusa "Trgovački ratovi – XXX."; interpretacija Gordana Kovačić (2020.)
- Knjižnice grada Zagreba – Discover America: Miloš Đurđević (2021.)
- Knjižnica Sesvete: Stihotron – središnje izložbeno mjesto u Republici stiha (2021.)